# USS Louisville (SSN-724)
| «Луїсвілл»                 | «Луїсвілл» | «Луїсвілл» |
| -------------------------- | --- | --- |
| USS Louisville (SSN-724)   | | |
|                            | | |
|                            | | |
| Спуск на воду              | 14 грудня 1985 року | 14 грудня 1985 року |
| Виведений зі складу флоту  | 9 березня 2021 року | 9 березня 2021 року |
| Сучасний статус            | В утилізації | В утилізації |
| Проєкт                     | | |
| Тип ПЧ                     | SSN | SSN |
| Головний конструктор       | General Dynamics | General Dynamics |
| Класифікація НАТО          | Los Angeles I | Los Angeles I |
| Основні характеристики     | | |
| Швидкість (надводна)       | 20 вузлів | 20 вузлів |
| Швидкість (підводна)       | більше 20 вузлів | більше 20 вузлів |
| Робоча глибина занурення   | від 250 до 280 метрів | від 250 до 280 метрів |
| Гранична глибина занурення | 450 метрів | 450 метрів |
| Екіпаж                     | 152 (32 офіцера) | 152 (32 офіцера) |
| Розміри                    | | |
| Довжина найбільша (по КВЛ) | 110,3 метра | 110,3 метра |
| Ширина корпусу найб.       | 10 метрів | 10 метрів |
| Середня осадка (по КВЛ)    | осадка 9,4 метра | осадка 9,4 метра |
| Водотоннажність надводна   | 5882 тонни | 5882 тонни |
| Озброєння                  | | |
| Торпедно- мінне озброєння  | 4 × 21 (533 мм) торпедні апарати | 4 × 21 (533 мм) торпедні апарати |
| Ракетне озброєння          | крилаті ракети Томагавк блок 3 SLCM, діапазон дії 1700 морських миль (3100 км); протикорабельні крилаті ракети Harpoon (6-8 ракет), діапазон дії 70 морських миль (130 км). | крилаті ракети Томагавк блок 3 SLCM, діапазон дії 1700 морських миль (3100 км); протикорабельні крилаті ракети Harpoon (6-8 ракет), діапазон дії 70 морських миль (130 км). |

«Луїсвілл» (англ. USS Louisville (SSN-724) — багатоцільовий атомний підводний човен, є 37-тим в серії з 62 підводних човнів типу «Лос-Анджелес», побудованих для ВМС США. Він став четвертим кораблем ВМС США з такою назвою, Підводний човен названий на честь міста Луїсвілл, штат Кентуккі. Призначений для боротьби з підводними човнами і надводними кораблями противника, а також для ведення розвідувальних дій, спеціальних операцій, перекидання спецпідрозділів, нанесення ударів, мінування, пошуково-рятувальних операцій.

## Історія створення
Атомний підводний човен був побудований на верфі компанії General Dynamics Electric Boat (GDEB) в місті Гротон, штат Коннектикут, відповідно до контракту від 11 лютого 1982 року. Церемонія закладання кіля відбулася 24 вересня 1984 року. Спущена на воду 14 грудня 1985 року. Хрещеною матір'ю стала Бетті Енн Мак-Кі, дружина відставного адмірала Кіннарда Роу Маккі. Введено в експлуатацію 8 листопада 1986 року. Церемонія відбулася на військово-морській базі підводних човнів в Нью-Лондон в Гротон, штат Коннектикут.

## Історія служби
16 лютого 1988 підводний човен прибув до місця нового порту приписки — військово-морську базу підводних човнів Пойнт-Лома в Сан-Дієго, штат Каліфорнія. Перехід з Гротон, штат Коннектикут, склав чотири тижні.
1 грудня 1988 року човен вийшов в своє перше розгортання в західній частині Тихого океану, з якого повернувся 27 серпня 1989 року.
27 грудня 1990 року покинув Сан-Дієго для запланованого розгортання в бойовій групі авіаносця «„Америка“».

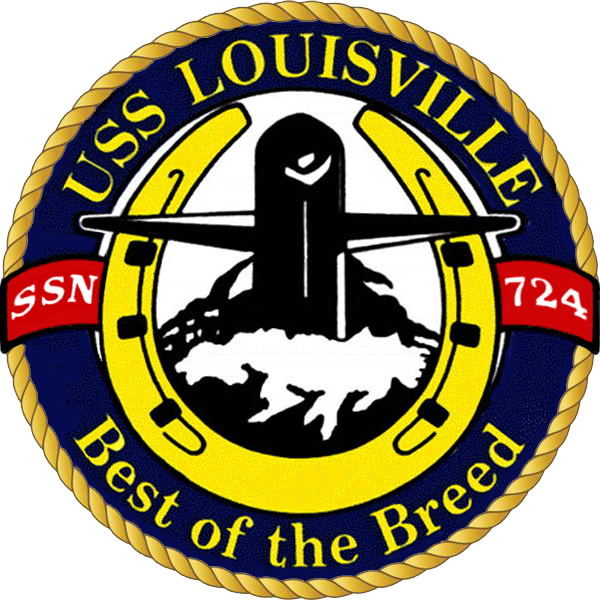
Емблеми човна

19 січня 1991 року в 09:30 за місцевим часом з Червоного моря човен вперше здійснила запуск ракети Томагавк по іракським об'єктам в рамках операції «Буря в пустелі».28 квітня 1991 року повернувся в порт приписки після чотирьох місяців розгортання в зоні відповідальності 5-го і 7-го флоту США.
23 лютого 1995 прибув до нового місця приписки на військово-морську базу Перл-Харбор, Гаваї, зробивши перехід від Сан-Дієго, штат Каліфорнія, за дев'ять днів.
25 березня 1995 човен став на модернізацію на військово-морській верфі в Перл-Гарбор, яка була завершена 14 лютого 1996 року. Після завершення ходових випробувань 1 серпня 1996 роки знову повернулася на службу.
У 2003 році брав участь в операції «Іракська свобода», та здійснив запуск з Червоного моря 16 ракет «Томагавк» по цілям в Іраку.
4 січня 2007 року човен був направлений в Портсмут для проходження капітального ремонту, який проходив на військово-морській верфі в Кіттері, штат Мен. 19 січня 2009 року залишив Портсмут після завершення капітального ремонту.
У 2010 році човен взяв участь у навчаннях з ВМС Південної Кореї, які були спрямовані на стримування Північної Кореї.
10 жовтня 2014 року підводний човен покинув військово-морську базу Joint Base Pearl Harbor-Hickam, що знаходиться поруч з Гонолулу, Гаваї, і відправився в дальній похід, з якого повернувся 10 квітня 2015 року. За цей час субмарина пройшла близько 40000 миль, взяла участь у кількох міжнародних навчаннях.
30 вересня 2016 року підводний човен покинув порт приписки Перл-Харбор для запланованого розгортання західній частині Тихого океану. 12 жовтня прибула з триденним візитом в Йокосука, Японія. 8 грудня прибула з візитом на військово-морську базу Чінхегу, Південна Корея. 14 лютого 2017 прибув зі звичайним візитом в порт Субик-Бей, Філіппіни. 23 березня повернулася в порт приписки.
2 травня 2019 року човен повернувся в Перл-Харбор з останнього свого розгортання. В жовтні човен прибув Бремертон, штат Вашингтон, для виведення з експлуатації. була виведена з експлуатації 6 серпня 2020 року, і офіційно знятий з експлуатації 9 березня 2021 року.